# Jindřichovice (Karlovy Vary)
Jindřichovice (in tedesco Heinrichsgrün) è un comune della Repubblica Ceca facente parte del distretto di Sokolov, nella regione di Karlovy Vary.